# Palcownik
Palcownik (Dactylopsila) – rodzaj ssaków z rodziny lotopałankowatych (Petauridae).

## Rozmieszczenie geograficzne
Rodzaj obejmuje gatunki występujące na Nowej Gwinei i w północno-wschodniej Australii.

## Morfologia
Długość ciała (bez ogona) 17–28 cm, długość ogona 17–39 cm; masa ciała 252–550 g.

## Systematyka
Rodzaj zdefiniował w 1858 roku angielski zoolog John Edward Gray w artykule poświęconym liście gatunków ssaków wysłanych z Wysp Aru przez Alfreda Russela Wallace’a do Muzeum Brytyjskiego, opublikowanym w czasopiśmie Proceedings of the Zoological Society of London. Gatunkiem typowym jest (oznaczenie monotypowe) palcownik pręgowany (D. trivirgata).

### Etymologia
- Dactylopsila: gr. δακτυλος daktulos ‘palec’; ψιλος psilos ‘nagi, gładki’[7].
- Dactylonax: gr. δακτυλος daktulos ‘palec’[8] ; ονυξ onux, ονυχος onukhos ‘pazur, szpon’[9]. Gatunek typowy (oryginalne oznaczenie): Dactylopsila palpator Milne-Edwards, 1888.

### Podział systematyczny
Do rodzaju należą następujące gatunki:
| Grafika | Gatunek                 | Autor i rok opisu             | Nazwa zwyczajowa        | Podgatunki         | Rozmieszczenie geograficzne | Podstawowe wymiary                        | Status IUCN |
| ------- | ----------------------- | ----------------------------- | ----------------------- | ------------------ | --- | ----------------------------------------- | ----------- |
|         | Dactylopsila palpator   | Milne-Edwards, 1888           | palcownik długopalcy    | gatunek monotypowy | Indonezja i Papua-Nowa Gwinea: góry Nowej Gwinei (Pegunungan Arfak, Góry Centralne do skrajnie południowo-wschodniej części, Huon); zakres wysokości: 850–3050 m n.p.m. | DC: 20–26 cm DO: 17–24 cm MC: 320–550 g   | LC          |
|         | Dactylopsila kambuayai  | K.P. Aplin, 1999              |                         | gatunek monotypowy | endemit Indonezji północno-zachodnia Nowa Gwinea (Pegunungan Arfak); zakres wysokości:około 860 m n.p.m.                                                                | brak danych                               | NE          |
|         | Dactylopsila megalura   | W. Rothschild & Dollman, 1932 | palcownik wielkoogonowy | gatunek monotypowy | Indonezja i Papua-Nowa Gwinea: Góry Centralne w zachodniej i środkowej Nowej Gwinei (Góry Weyland, Góry Śnieżne i Star Mountains); zakres wysokości: 1000–2300 m n.p.m. | DC: 20–24 cm DO: 28–29 cm MC: brak danych | LC          |
|         | Dactylopsila tatei      | Laurie, 1952                  | palcownik wyspowy       | gatunek monotypowy | endemit Papui-Nowej Gwinei (Wyspy d’Entrecasteaux (wyspa Fergusson) u wybrzeży południowo-wschodniej Nowej Gwinei); zakres wysokości: 600–1000 m n.p.m.                 | DC: 17–21 cm DO: 26–29 cm MC: około 252 g | EN          |
|         | Dactylopsila trivirgata | J.E. Gray, 1858               | palcownik pręgowany     | 4 podgatunki       | Indonezja i Papua-Nowa Gwinea (Waigeo, Nowa Gwinea, Yapen i Wyspy Aru) oraz północno-wschodnia Australia (Iron Range do Mount Spec, północno-wschodni Queensland)       | DC: 24–28 cm DO: 32–39 cm MC: 310–545 g   | LC          |

Kategorie IUCN:  LC  – gatunek najmniejszej troski,  EN  – gatunek zagrożony;  NE  – gatunki niepoddane jeszcze ocenie.